# Gabriel Diallo
Gabriel Diallo (* 24. září 2001 Montréal) je kanadský profesionální tenista. Ve své dosavadní kariéře na okruhu ATP Tour vyhrál jeden singlový turnaj. Na challengerech ATP a okruhu ITF získal pět titulů ve dvouhře a jeden ve čtyřhře.
Na žebříčku ATP byl ve dvouhře nejvýše klasifikován v červnu 2025 na 44. místě a ve čtyřhře v lednu 2024 na 321. místě. Trénuje ho krajan Martin Laurendeau.
V kanadském daviscupovém týmu debutoval v roce 2022 malažskou skupinou finálového turnaje. V duelu proti Srbsku prohrál dvouhru s Laslem Djerem a Kanaďané odešli poraženi 1:2 na zápasy. Ze skupiny přesto postoupili a následně získali první titul, když celý ročník vyhráli. Do září 2025 v soutěži nastoupil k devíti mezistátním utkáním s bilancí 5–5 ve dvouhře a 0–1 ve čtyřhře.

## Soukromý život
Narodil se roku 2001 v Montréalu do rodiny guinejského otce, inženýra Moubarasse Dialla a ukrajinské matky Iryny.Rodiče se poznali v bývalém Sovětském svazu, kde otec studoval a matka hrála profesionálně házenou. Matka přivedla šestiletého Gabriela na kurty IGA Stadium v Montréalu. V 11 letech již trénoval šestkrát týdně.  V letech 2019–2022 hrál akademický tenis za Divoké kočky na Kentucké univerzitě v Lexingtonu, kde studoval ekonomii. Po zimním semestru 2022 se stal profesionálem.

## Tenisová kariéra
V kvalifikačních soutěžích okruhu ATP Tour debutoval jako 20letý srpnovým National Bank Open 2022 v rodném Montréalu, po udělení divoké karty. V jejím úvodu vyřadil světovou dvaašedesátku Jamese Duckwortha. Poté však po 58 minutách skrečoval Francouzi Hugu Gastonovi kvůli vyčerpání, v duelu hraného za vysoké teploty.
V srpnu 2022 získal první challengerový titul, když ovládl Championnats Banque Nationale de Granby. Ve finále zdolal šestého nasazeného Číňana Šanga Ťün-čchenga z třetí světové stovky díky zvládnutým koncovkám obou setů. V utkání proměnil tři ze šesti brejkbolů a naopak odvrátil tři z pěti brejkových hrozeb. Bodový zisk jej posunul na nové kariérní maximum, 335. příčku.

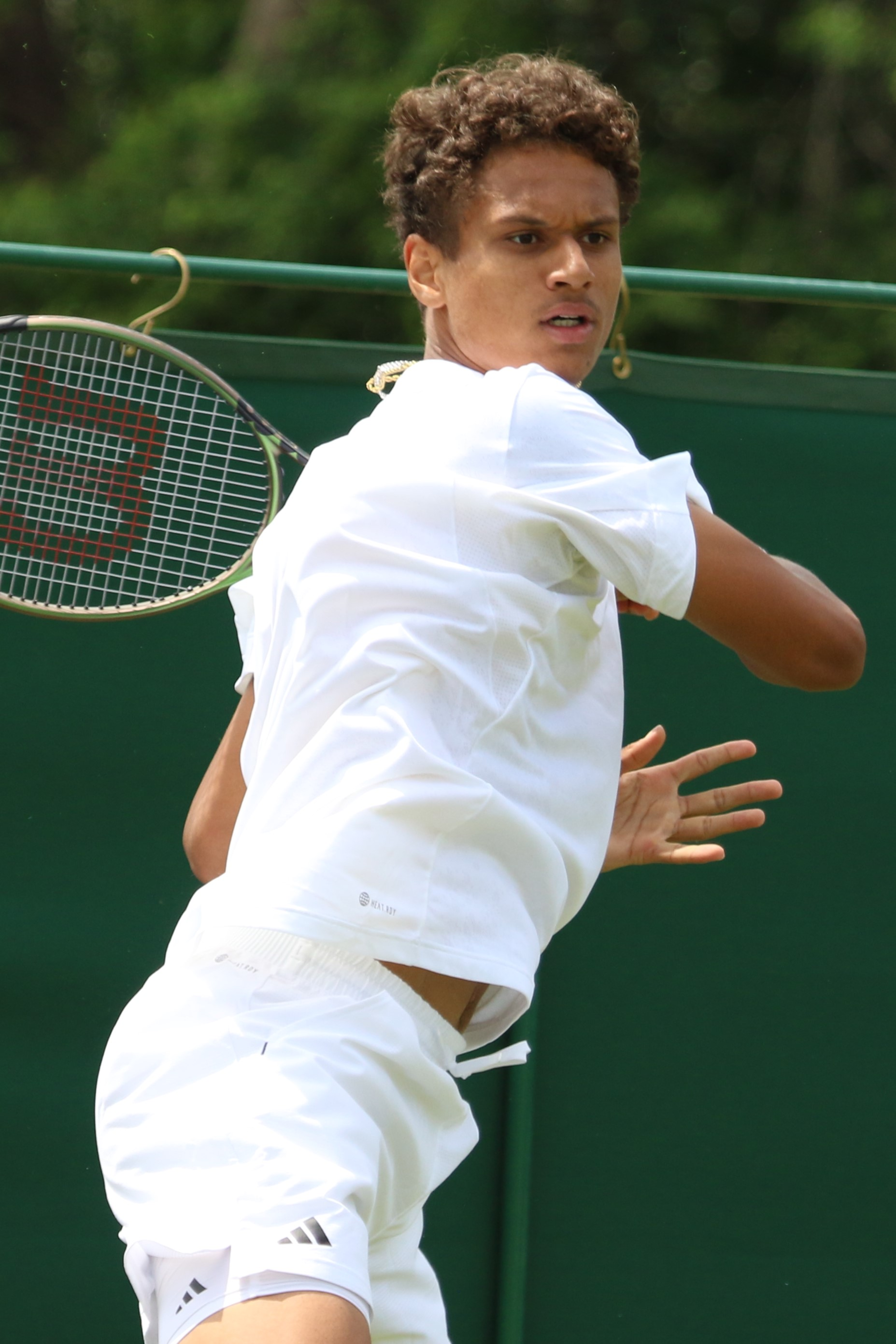
Forhend v kvalifikaci Wimbledonu 2023

Premiéru v hlavní soutěži túry ATP prožil na únorovém Dallas Open 2023, kde postoupil z kvalifikace až jako šťastný poražený. Časnou porážku ve dvouhře mu však uštědřil Ekvádorec Emilio Gómez, s nímž ztratil rozhodující tiebreak. Také na červencovém Hall of Fame Open 2023 v Newportu nepřešel první fázi. Po dvousetovém průběhu jej vyřadil Jihoafričan Kevin Anderson. První výhry po čtyřech prohrách se dočkal až na torontském National Bank Open 2023, kde startoval na divokou kartu. Vítězstvím nad dvacátým prvním hráčem žebříčku Danielem Evansem zopakoval výhru z červnového surbitonského challengeru, kde Brita také porazil. Jeho cestu soutěží však ukončila světová osmnáctka Alex de Minaur.
Do grandslamových kvalifikací poprvé zasáhl v sezóně 2023. Na Australian Open, French Open i US Open nepostoupil z úvodního kola, když postupně podlehl Australanu Aleksandaru Vukicovi, Kazachstánci Timofeji Skatovovi a Belgičanu Kimmeru Coppejansovi. Pouze ve Wimbledonu zvládl vstupní duel proti Turkovi Cemu İlkelovi, než jej zastavil Ital Matteo Gigante. Druhou challengerovou trofej si odvezl z říjnového Slovak Open 2023. Ve druhém zápase, na turnaji hraném v bratislavské NTC aréně, přehrál nejvýše nasazeného Dominica Thiema a v semifinále Američana Martina Damma. V souboji o titul pak zdolal Belgičana Jorise De Looreho. Po skončení se poprvé posunul na 130. místo žebříčku.
První zápasy v hlavní soutěži grandslamu vyhrál na US Open 2024, kde zvládl nástrahy kvalifikace. V newyorské dvouhře porazil Jaumeho Munara a dvacátého čtvrtého muže žebříčku Arthura Filse, než jej zastavila světová čtrnáctka Tommy Paul. Bodový zisk jej po skončení, 9. září 2024, poprvé posunul na 103. místo.  Premiérové finále na túře ATP odehrál na říjnovém Almaty Open 2024. Do souboje o titul prošel přes Christophera O'Connella, Bornu Ćoriće, světovou třiadvacítku Alejandra Tabila a jednatřicítku Francisca Cerundola. V závěrečném třísetovém klání však podlehl dvacátému šestému hráči klasifikace Karenu Chačanovi. V následném vydání žebříčku z 21. října 2024 poprvé pronikl do elitní světové stovky, na 87. místo žebříčku. První trofej na okruhu ATP Tour vybojoval ve 23 letech na travnatém Libéma Open 2025 v Rosmalenu. Na turnaj přicestoval bez výhry na travnatém povrchu. V soutěži vyřadil tři nasazené v řadě, šestého Jordana Thompsona, třetího Chačanova a v semifinále druhého Uga Humberta. V souboji o titul zdolal Belgičana Zizoua Bergse po dvou zvládnutých tiebreacích. Ve zkrácené hře druhé sady odvrátil tři setboly. Po Raonicovi, Augeru-Aliassimemu a Shapovalovovi se stal čtvrtým kanadským vítězem dvouhry na okruhu ATP ve 21. století. Po skončení debutoval v elitní světové padesátce, když vystoupal na 44. místo žebříčku.

## Finále na okruhu ATP Tour

### Dvouhra: 2 (1–1)
| Legenda                   |
| ------------------------- |
| Grand Slam (0)            |
| Turnaj mistrů (0)         |
| ATP Tour Masters 1000 (0) |
| ATP Tour 500 (0)          |
| ATP Tour 250 (1–1)        |

| Stav      | č. | datum       | turnaj               | kategorie | povrch    | soupeř ve finále | výsledek       |
| --------- | -- | ----------- | -------------------- | --------- | --------- | ---------------- | -------------- |
| Finalista | 1. | říjen 2024  | Almaty, Kazachstán   | ATP 250   | tvrdý (h) | Karen Chačanov   | 2–6, 7–5, 3–6  |
| Vítěz     | 1. | červen 2025 | Rosmalen, Nizozemsko | ATP 250   | tráva     | Zizou Bergs      | 7–5, 7–6(10–8) |

## Tituly na challengerech ATP a okruhu ITF
| Legenda                  |
| ------------------------ |
| D – dvouhra; Č – čtyřhra |
| Challengery (3 D; 1 Č)   |
| ITF (2 D; 0 Č)           |

### Dvouhra (5 titulů)
| Č. | datum         | turnaj                      | okruh             | povrch    | poražený finalista     | výsledek      |
| -- | ------------- | --------------------------- | ----------------- | --------- | ---------------------- | ------------- |
| 1. | červen 2022   | East Lansing, Spojené státy | World Tennis Tour | tvrdý     | Andres Martin          | 6–3, 7–6(7–4) |
| 2. | srpen 2022    | Granby, Kanada              | Challenger        | tvrdý     | Šang Ťün-čcheng        | 7–5, 7–6(7–5) |
| 3. | březen 2023   | Montréal, Kanada            | World Tennis Tour | tvrdý (h) | Henri Squire           | 7–6(7–5), 6–3 |
| 4. | říjen 2023    | Bratislava, Slovensko       | Challenger        | tvrdý (h) | Joris De Loore         | 6–0, 7–5      |
| 5. | červenec 2024 | Chicago, Spojené státy      | Challenger        | tvrdý     | Pu Jün-čchao-kche-tche | 6–3, 7–6(7–3) |

### Čtyřhra (1 titul)
| Č. | datum      | turnaj           | okruh      | povrch | spoluhráč     | poražení finalisté             | výsledek |
| -- | ---------- | ---------------- | ---------- | ------ | ------------- | ------------------------------ | -------- |
| 1. | srpen 2023 | Winnipeg, Kanada | Challenger | tvrdý  | Leandro Riedi | Taha Baadi Juan Carlos Aguilar | 6-2, 6-3 |

## Finále soutěží družstev: 1 (1–0)
| Stav  | č. | soutěž                                                                         | spoluhráči                                                             | soupeři ve finále                                                           | výsledek |
| ----- | -- | ------------------------------------------------------------------------------ | ---------------------------------------------------------------------- | --------------------------------------------------------------------------- | -------- |
| Vítěz | 1. | Davis Cup 27. listopadu 2022 Malaga, Španělsko tvrdý (h), Martin Carpena Arena | Félix Auger-Aliassime Denis Shapovalov Vasek Pospisil Alexis Galarneau | Austrálie                                                                   | 2–0      |
| Vítěz | 1. | Davis Cup 27. listopadu 2022 Malaga, Španělsko tvrdý (h), Martin Carpena Arena | Félix Auger-Aliassime Denis Shapovalov Vasek Pospisil Alexis Galarneau | Alex de Minaur Jordan Thompson Thanasi Kokkinakis Max Purcell Matthew Ebden | 2–0      |